# امانوئل بواتنگ
امانوئل بواتنگ (انگلیسی: Emmanuel Boateng؛ زادهٔ ۲۳ مهٔ ۱۹۹۶) بازیکن فوتبال اهل غنا است که در پست مهاجم برای ریو آوه بازی می‌کند.
وی همچنین در تیم‌های ملی فوتبال زیر ۱۷ سال غنا، زیر ۲۰ سال غنا، و غنا بازی کرده‌است.